# 李俊成
李俊成（1914年—1960年9月），曾用名万戈、李凌、鲁克，广东省大埔县高陂镇陶溪村龙山人。中国共产党及中华人民共和国官员。

## 生平
民国10年（1921年）起，李俊成先后在家乡的育才学校、高陂小学等校学习。民国22年（1933年）7月，在高陂公立学校任教。当时，教育家陶行知在百侯中学开展生活教育，设艺友师范班，李俊成弃教报考艺友师范班获得录取，学习1年。民国23年（1934年）11月去广西南宁，在国民基础教育研究院研究班学习。民国24年（1935年）5月，加入中国共产主义青年团，负责中国共产主义共青团南宁市委员会的工作。民国25年（1936年）春，转为中国共产党党员。在广西，李俊成组织学生救国会从事抗日救亡活动，后来去绥远，在八路军办事处从事宣传工作，不久调到八路军120师教导团任政治教员。民国27年（1938年）8月，来到延安进入中国人民抗日军政大学第四期一大队学习。毕业之后，奉命到延安中国人民抗日军政大学总政治部，在敌后工作训练班学习，后来被派到总政治部华北考察团敌军工作组任职。皖南事变后，李俊成在八路军军政学院学习。中央军委设立中央军委办公厅时，李俊成任办公厅干部处干事、机要秘书兼管人事工作。抗日战争胜利后，李俊成调到晋冀鲁豫军区情报处任副科长。
民国36年（1947年）11月24日，李俊成奉命到大别山，受到刘伯承、邓小平、陈毅等人接见，并且参与策动黄维兵团起义。民国38年（1949年）4月，奉命率接管军政干部400多人到南京投入接管工作，后来被安排担任南京市公安局办公室副主任。同年8月，调任重庆市公安局五处经济保卫处处长。同年10月，调任西南公安部第二处处长。1953年8月，调任中央人民政府最高人民法院西南分院副院长。1955年7月，调任四川省人民委员会政治办公室副主任、四川省政法党组副书记。1956年，当选四川省政协委员。1958年3月，被划为右派分子，开除中国共产党党籍、撤销职务，下放西昌大营农场劳动改造。
1960年9月，李俊成在四川病逝，享年46岁。1979年，中共四川省委、四川省政法党组为李俊成平反。